# Юліус Гартвіґ
Авґуст Карл Юліус Гартвіґ (нім. August Karl Julius Hartwig; 20 березня 1823, Гельпт — 15 жовтня 1913, Ваймар) — німецький садівник, ландшафтний архітектор та письменник. Його скорочена назва автора ботанічних таксонів — Hartwig.

## Життєпис
Юліус Гартвіґ народився в Мекленбурґ-Штреліці сином протестантського теолога та пастора Йоганна Карла Фрідріха Гартвіґа (1778—1852) та його дружини Генрієтти Вільгельміни, уродженої Маш (1785—1852), онуки суперінтенданта Андреаса Ґотліба Маша. З 1833 року він навчався в гімназії в Нойруппіні, а з 1837 року — у Фрідланді (Мекленбурґ), аж до абітури.
З 1843 по 1847 рік він навчався в Королівській садівничій школі в Потсдамі; після завершення чотирирічного курсу навчання отримав атестат з відзнакою про «виняткову успішність». Після навчання він став працювати у Густава Меєра на території Церкви Миру в Потсдамі. Згодом, за посередництва Петера Йозефа Ленне, він отримав посаду асистента в палаці Бельведер (Ваймар), куди переїхав 29 квітня 1847 року.
Юліус Гартвіґ залишався на службі у Великому герцогстві Саксен-Ваймар-Айзенах все своє життя. Він відіграв значну роль у переплануванні парку Бельведер завдяки своїм схемам та малюнкам. Завдяки співпраці з тодішнім придворним садівником Едуардом Петцольдом у Ваймарі, у 1849 році його було призначено до палацу Тіфурт, парк якого перебував у процесі перепланування. Гартвіґ розробив проєкт прогулянкової доріжки від Ваймара до Тіфурта, Оберваймара, Ерінґсдорфа та Бельведера. Він також розробив проєкт змін до парку Бельведер у 1848 році, який зберігається в бібліотеці герцогині Анни Амалії під підписом Kt 100 Weimar 133 E Ms.. У 1850 році його перевели до палацу та парку Еттерсбурґ, літньої резиденції спадкоємного великого герцога Карла Александра, для участі в переплануванні палацового парку.

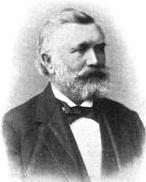
Юліус Гартвіґ, Портрет у поважному віці (до 1903 року)

Робота Гартвіґа настільки сподобалася великому герцогу, що він залишив його на посаді після переїзду Петцольда до Мускау в 1852 році. 1 жовтня 1852 року він став садівником-управителем садів палацу в Еттерсбурзі. Він обіймав цю посаду до 1 січня 1858 року, коли взяв на себе управління придворними садами та парком у Ваймарі та був підвищений до придворного садівника. Ця посада передбачала загальний нагляд за парком та палацовими садами в Тіфурті, пізніше до них були додані палацові сади та парк в Еттерсбурзі. Його спеціальним проєктом було завдання частково перепланувати та частково оновити парк на Ільмі у Ваймарі. У 1896 році Державне міністерство призначило його директором Великогерцогського державного розплідника дерев у Марієнгьоге поблизу Ваймара. Він зберіг цю посаду навіть після виходу на пенсію з посади придворного садівника в 1900 році. Його наступником у Ваймарі став Юліус Скель.
З часів перебування в Еттерсбурзі він цікавився німецькою, французькою та англійською садівничою літературою. Після переїзду до Ваймара він опублікував кілька старих творів, деякі з яких були перероблені та адаптовані для сучасного використання, а також низку власних творів у співпраці з видавництвом Бернгарда Фрідріха Фойґта у Ваймарі.

## Нагороди
- Орден Білого Сокола, Лицарський хрест 2-го класу (1900)
- Ювілейна медаль на золоте весілля 1892 року

## Твори
- Praktisches Handbuch der Obstbaumzucht. 4. Auflage. 1892.
- Der Küchengarten. 2. Auflage. 1880.
- Die Gemüsetreiberei. 2. Auflage. 1886.
- Der illustrierte Hausgarten. 10. Auflage. 1883.
- Glashäuser aller Art mit Atlas. 4. Auflage. 1876.
- Die Kunst der Pflanzenvermehrung. 6. Auflage. 1886.
- Die Obstbaukultur in Töpfen und Kübeln nach Rivers. 3. Auflage. 1886.
- Der Parkgarten. 2. Auflage. 1882.
- Melonen und Gurken und Champignonkultur. 6. Auflage. 1896.
- Illustriertes Gehölzbuch. Im Verlag von Paul Parey. 2. Auflage. 1892.
- Die Gehölzzucht. 2. Auflage. 1893.
- Vothmanns Gartenbau-Katechismus. 1878.
- Broschüre: Der Hausgarten auf dem Lande, wurde vom Verein zur Beförderung des Gartenbaues in den preußischen Staaten mit der silbernen Medaille ausgezeichnet.
- Von Henriette Davidis Küchen- und Blumengarten für Hausfrauen bearbeitete er die 14.–17. Auflage..

Цифрова копія 15-го видання 1886 року

## Вебпосилання
- Література за темою «Юліус Гартвіґ» на сайті Landesbibliographie MV[de](нім.)